# Slámové víno

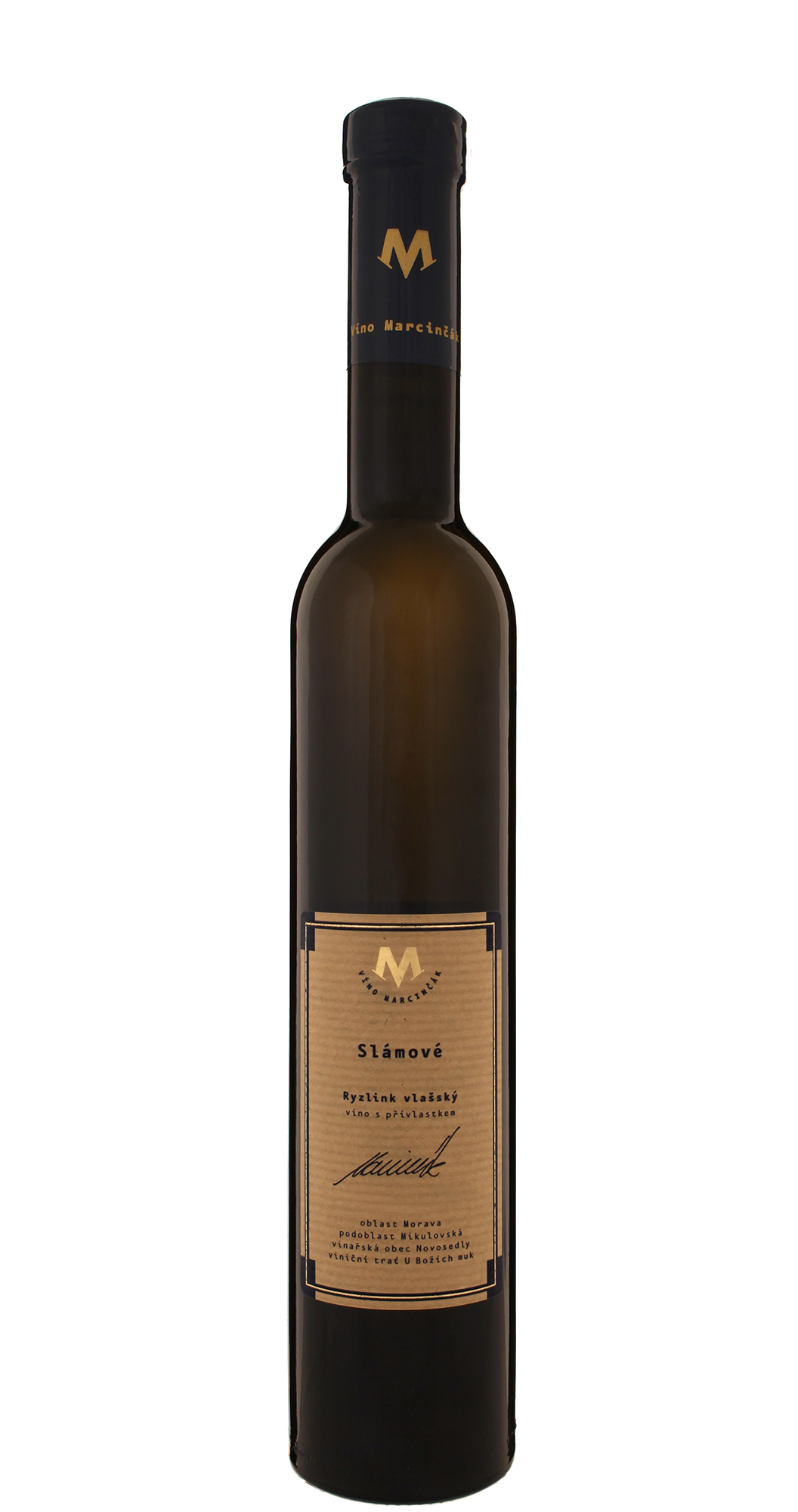
Slámové víno
Ryzlink vlašský
láhev 0,375l

Slámové víno patří mezi přívlastková vína, k jehož výrobě jsou použity hrozny, z nichž se odpařila část vody. Pro slámová vína je typický vysoký zbytek přírodního cukru, obvykle nižší obsah alkoholu a vysoká extraktivnost. Náročnost a rizikovost výroby se odráží ve výsledné ceně slámových vín.

## Historie
První dochované záznamy (staré minimálně 2800 let) popisující výrobu vína přirozeným vysoušením hroznů pocházejí z Kypru. Hrozny sklizené na sopečných vinicích byly sušeny na slunci a z takto získaných cibéb bylo vyráběno sladké víno dnes známé jako Commandaria.
V našich oblastech ale k objevu slámového vína došlo nezávisle. Vinné hrozny se běžně skladovaly na půdách, kde vydržely do poloviny zimy. Takto uložené hrozny samovolně ztratily část obsahu vody, čímž získaly výraznější a sladší chuť.
V České republice se s novodobou výrobou slámového vína začalo roku 1999. Od roku 2000 stanovuje podmínky výroby §19 novelizovaného zákona 321/2004 Sb.

## Výroba

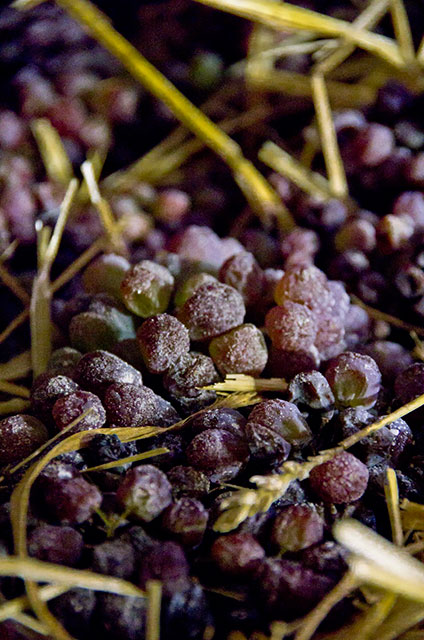
Hrozny na slámě - základ budoucího slámového vína

K výrobě se používají vyzrálé hrozny (většinou s cukernatostí přes 21° normalizovaného moštoměru) sklízené na přelomu října a listopadu. Hrozny musejí být minimálně po dobu tří měsíců umístěné na slámě, rákosu, nebo volně zavěšené. Průběžné kontroly a odstraňování poškozených bobulí pomáhají předcházet hnilobě, která představuje jedno z největších rizik výroby. Během tří měsíců se odpaří podstatná část vody, takže podíl cukru dosáhne zhruba 20 % hmotnosti (bobule v tomto stádiu připomínají rozinky).
Výlisnost seschlých hroznů je nízká a obvykle nepřekračuje 20 % (zhruba 4x méně než u běžných vín). Podle vinařského zákona musí mošt dosahovat cukernatosti minimálně 27° normalizovaného moštoměru. To obvykle nebývá problém, kvalitní slámová vína bývají vyráběna z moštu o cukernatosti kolem 40°.
Z důvodu vysokého obsahu cukru vyžaduje kvasný proces specifický přístup. K zakvašování je třeba použít specifických kvasinek, mošt se nesíří, kvašení je pomalejší, probíhá za vyšší teploty a častějšího promíchávání. Kvašení je obvykle zastaveno v okamžiku, kdy je dosaženo zhruba 10 % alkoholu (tím se zbytkový cukr dostane ke 200 gramům na litr).
Slámové víno se obvykle školí 1-2 roky v dřevěných sudech a nakonec se stáčí do skleněných lahví o objemu 0,2; 0,35 nebo 0,38 litru. Pokud jsou pro výrobu použity odrůdy vhodné k archivaci, vydrží víno i desítky let. Nejčastějšími odrůdami pro výrobu slámového jsou Ryzlink rýnský, Ryzlink vlašský, Veltlínské zelené, Tramín červený, Rulandské šedé, Frankovka, Cabernet Sauvignon a Neuburské.

## Charakter vína
Pro slámové je typický vysoký obsah přírodního zbytkového cukru (nejčastěji kolem 200 g/l, ale lze se setkat s víny o rozpětí 40-400 g/l), vysoký extrakt (až kolem 40 g/l, ale není to podmínkou), nižší obsah alkoholu (většinou do 10%) a plná chuť a aroma připomínající kandované ovoce, hrozinky, med nebo marmeládu. Slámové víno je vhodné k přípitkům při zvláštních příležitostech, případně jako doplněk kvalitních sladkých dezertů.